# Tari Segal
 (août 2017).
Si vous disposez d'ouvrages ou d'articles de référence ou si vous connaissez des sites web de qualité traitant du thème abordé ici, merci de compléter l'article en donnant les références utiles à sa vérifiabilité et en les liant à la section « Notes et références ».
Tari Segal, née le 10 octobre 1981 à Chicago, est une directrice de la photographie américaine.

## Biographie
Tari Segal est née à Chicago.

## Vie privée
Tari Segal est en couple avec Monica Raymund depuis 2015.